# Engeltje van der Vlies

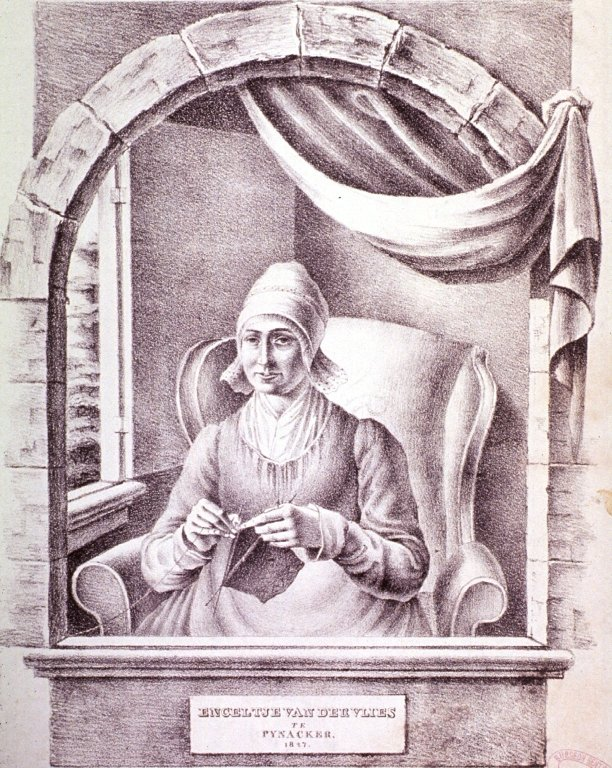
Engeltje van der Vlies

Engeltje van der Vlies (Schiedam, 20 augustus 1787 – Pijnacker, 23 december 1853) kreeg landelijke bekendheid doordat ze beweerde niet te eten en toch in leven bleef.
Ze was nogal ziekelijk, at steeds minder en werd door dat vasten een nationale bezienswaardigheid. Vanaf 1814 beweerde ze niet meer te eten en vanaf 1822 zei ze ook niets meer te drinken.
In 1826 werd een officieel onderzoek ingesteld namens de Provinciale Commissie van Geneeskundig Onderzoek en Toezicht. Vier vrouwen hielden haar bijna een maand in de gaten, van 11 november tot 9 december 1826 en constateerden dat ze in die tijd voedsel noch drinken tot zich genomen had.
Haar bedrog kwam na haar dood bij sectie (op 25 december van dat jaar) aan het licht. Enerzijds bleek dat ze een vernauwing in haar darmen had; anderzijds bleek uit de darminhoud dat ze wel degelijk at. Nog weer later werd een luik in haar bedstee ontdekt waardoor voedsel kon worden aangevoerd en Van der Vlies aldus de inspectie had weten te misleiden.